# Costituzione greca del 1911

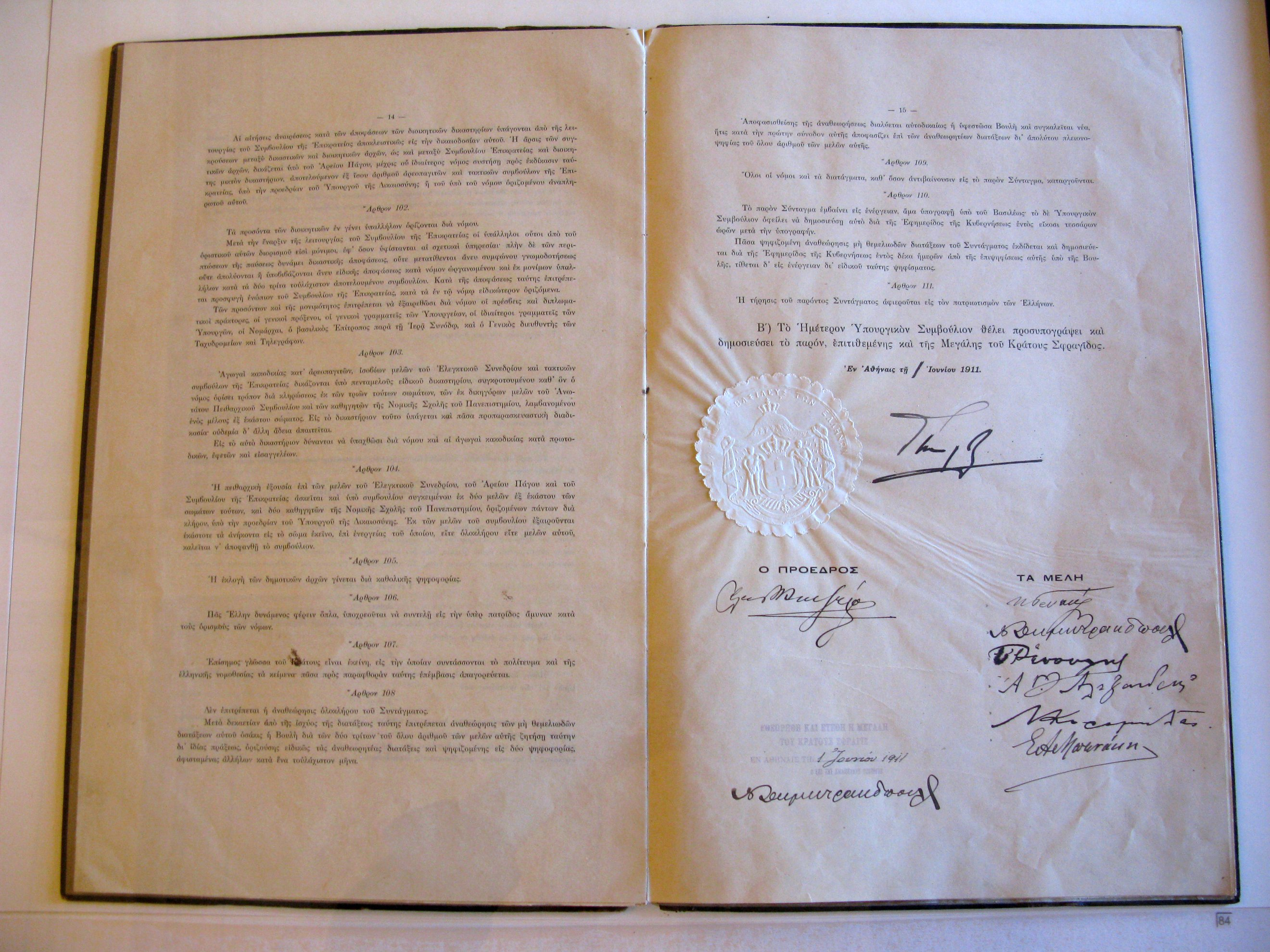
La Costituzione greca del 1911.

La Costituzione greca del 1911 rappresentò un importante passo in avanti nella storia costituzionale della Grecia. Dopo l'ascesa al potere di Eleftherios Venizelos dopo la rivolta di Goudi nel 1909, Venizelos iniziò a tentare di riformare lo stato. Il risultato principale di ciò fu un'importante revisione della Costituzione greca del 1864.
Gli emendamenti più notevoli alla Costituzione del 1864, concernenti la tutela dei diritti umani, furono la tutela più efficace della sicurezza personale, dell'uguaglianza negli oneri fiscali, del diritto di associazione e dell'inviolabilità del domicilio. Inoltre, la Costituzione facilitò l'espropriazione per assegnare le proprietà ai contadini senza terra, proteggendo contemporaneamente e giuridicamente i diritti di proprietà.
Altre importanti novità riguardarono l'istituzione di un Tribunale Elettorale per la risoluzione delle controversie elettorali derivanti dalle elezioni parlamentari, l'aggiunta di nuovi conflitti di interessi per i parlamentari, il ripristino del Consiglio di Stato come massimo tribunale amministrativo (che, tuttavia, era costituito ed adoperato solo in virtù della Costituzione del 1927), il miglioramento della tutela dell'indipendenza giudiziaria e l'istituzione dell'inamovibilità dei dipendenti pubblici. Infine, per la prima volta, la Costituzione prevedeva l'istruzione obbligatoria e gratuita per tutti, e dichiarava la Katharevousa (ovvero la variante arcaizzata del greco "purificato") come "lingua ufficiale della Nazione" .